# Moritz Wilhelm von Löwenfels
Moritz Wilhelm von Löwenfels (* 7. Oktober 1819 in Vallendar; † 28. Oktober 1902 in San Francisco) war ein deutscher Journalist und Privatgelehrter, der 1848 auch an der Badischen Revolution beteiligt war.

## Leben
Moritz Wilhelm von Löwenfels trat 1836 in die preußische Armee ein und wurde Lehrer an einer Militärschule in Posen, wo er Französisch und Mathematik unterrichtete.
1841 wurde Löwenfels im Range eines Oberleutnants aus dem 19. Infanterie-Regiment entlassen.
Anschließend besuchte er drei Semester die Philosophische Fakultät der Universität Berlin und wurde später Dozent an der Alten Landesschule Korbach im Fürstentum Waldeck.
Im Februar 1848 war Löwenfels in Paris und war nach der Februarrevolution einer der Mitbegründer der Deutschen Demokratischen Gesellschaft in Paris, deren Präsident Georg Herwegh wurde. In der Deutschen Demokratischen Legion wurde er Bataillonskommandeur und war am Gefecht bei Dossenbach beteiligt. Auch am zweiten badischen Aufstand im September 1848 unter Gustav Struve nahm er als Oberbefehlshaber der Revolutionäre beim Struve-Putsch teil und verlor das Gefecht um Staufen.
Wieder im Pariser Exil kaufte er noch 1848 die von Heinrich Börnstein 1843 in Paris gegründete die Französische Correspondenz (La Correspondance française), die er bis 14. Juli 1856 fortführte.
In den 1860er Jahren betrieb er in der venezolanischen Hauptstadt Caracas eine Privatschule und wirkte im Vorstand der Gesellschaft für Physikalische und Naturwissenschaften (Sociedad de Ciencias Físicas y Naturales).
Er kam in den 1870er Jahren in die Vereinigten Staaten von Amerika, wo er sich zunächst in Portage (Wisconsin) und später in San Francisco niederließ. Hier starb er 1902 und wurde im Olivet Gardens of Cypress Lawn Memorial Park in Colma beerdigt.

## Schriften
- Übersichtliche Darstellung des zweiten republikanischen Aufstandes in Baden. In: Moritz Wilhelm von Löwenfels, Friedrich Neff, G. Thielmann: Der zweite republikanische Aufstand in Baden: nebst einigen Enthüllungen über das Verbleiben der republikanischen Kassen. Basel 1848, S. 5–40, urn:nbn:de:bsz:31-12154
- Gustav Struve‛s Leben, nach authentischen Quellen u. von ihm selbst mitgetheilten Notizen, Basel : Helbig u. Scherb, 1848 Digitalisat der BSB München